# Otlophorus ephippiger
Otlophorus ephippiger är en stekelart som först beskrevs av Holmgren 1876.  Otlophorus ephippiger ingår i släktet Otlophorus och familjen brokparasitsteklar. Arten är reproducerande i Sverige. Inga underarter finns listade i Catalogue of Life.